# مقاطعة بيرناليلو (نيومكسيكو)
مقاطعة بيرناليلو (بالإنجليزية: Bernalillo County)‏ هي إحدى مقاطعات ولاية نيومكسيكو في الولايات المتحدة الأمريكية.